# Clermont (Georgia)
Clermont is een plaats (town) in de Amerikaanse staat Georgia, en valt bestuurlijk gezien onder Hall County.

## Demografie
Bij de volkstelling in 2000 werd het aantal inwoners vastgesteld op 419. In 2006 is het aantal inwoners door het United States Census Bureau geschat op 702, een stijging van 283 (67,5%).

## Geografie
Volgens het United States Census Bureau beslaat de plaats een oppervlakte van 2,5 km², geheel bestaande uit land. Clermont ligt op ongeveer 362 m boven zeeniveau.

## Plaatsen in de nabije omgeving
De onderstaande figuur toont nabijgelegen plaatsen in een straal van 20 km rond Clermont.